# Сарагоска операция
Сарагоската операция се провежда по време на Гражданската война в Испания през 1937 г. Основната цел на операцията е окупирането на град Сарагоса.

## Предпоставки
През август 1937 г. главнокомандващият на Републиканската армия Висенте Рохо решава да започне офанзива на Арагонския фронт, за да превземе регионалната столица Сарагоса. Основната цел на офанзивата е да спре националистите в Сантандер. Освен това Сарагоса е комуникационният център на целия Арагонски фронт.

## Численост
На фронта в Арагон Републиканската армия е разположила Армията на Изтока, водена от генерал Посас и неговия началник-щаб Антонио Кордон. Тази армия има шест дивизии (11-та дивизия на Листер, 26-та дивизия, 27-ма дивизия, 35-та дивизия, 43-та дивизия и 45-та дивизия на Клебер). Освен това републиканците разполагат с 200 самолета и много танкове Т-26 и БТ-5.
Срещу тях националистите са с три дивизии с ниско качество (51-ва, 52-ра и 105-та дивизии) и 15 самолета (остарели леки бомбардировачи Heinkel He-46 и изтребители He-51).

## Офанзивата
Републиканският план е да се пробие в седем различни точки между Суера и Белчите за да се раздели всяка националистическа контраатака. 27-ма дивизия ще окупира Суера, ще завие наляво и ще атакува Сарагоса. 45-та дивизия на Клебер ще атакува на югоизток към Сарагоса, а 43-та дивизия ще пресече Ебро и ще пресече магистралата от Куинто до Сарагоса. Но основната атака е съсредоточена нагоре по южната страна на долината на Ебро, с V корпус на Модесто (11-та дивизия и 35-та дивизия).
Републиканската атака започва на 24 август без артилерийска бомбардировка, за да се запази предимството на изненадата. 27-ма дивизия окупира Суера, 45-та дивизия достига Виламахор де Халего (на шест километра от Сарагоса), а 25-та дивизия превзема Кодо, въпреки яростната съпротива на националистите. Въпреки това, 11-та дивизия на Листер не успява да окупира Фуентес де Ебро и почти всички нейни танкове БТ-5 са унищожени.

### Фуентес дел Ебро
Листер трябва да превземе укрепения град Фуентес дел Ебро, за да отвори пътя към Сарагоса. Четиридесет и осем танка БТ-5, превозващи испански войски, ще пресекат републиканските линии и ще атакуват града от фронта, подкрепяни от войските на XV бригада. Въпреки това атаката е зле планирана. Танковете не са пригодени за превоз на войски, извършено е много малко разузнаване, няма практически никаква артилерийска подготовка и танковете затъват в калта. Атаката се проваля и републиканската армия губи 19 от своите 48 танка и повече от 300 души (според Хю Томас 12 танка са унищожени от 40).

### Белчите
На 26 август 25-та дивизия превзема Куинто, но забавянето на напредването на републиканците дава време на националистите да докарат подкрепления (13-та дивизия на Барон и 150-та дивизия на Саенс де Буруага и 80 самолета от фронта на Мадрид) и атаката срещу Сарагоса не успява.
Тогава Модесто решава да превземе малкия (3 800 жители) и добре укрепен град Белчите. Републиканската армия прекъсва водоснабдяването на града и жегата е ужасяваща, но отбраната на обсадените сили е енергична. Атаката срещу Белчите започва на 1 септември и след пет дни тежки бомбардировки и кръвопролитни битки републиканците успяват да го окупират. Офанзивата приключва на 6 септември.

## Последица
Сарагоската операция е пълен провал. Националистите не спират офанзивата си срещу Северната зона, контролирана от републиканците. Републиканците напредват само десет километра и превземат шепа малки градове. Освен това, Републиканската армия претърпява големи загуби на въоръжение и танкове. Индалесио Прието казва: „Толкова много войски, за да превземат четири или пет пуебла, не удовлетворяват министерството на отбраната“. Офанзивата се проваля, защото на републиканските сили им липсва координация, доставки и военно разузнаване.